# Division d'Honneur 1909-10
La Primera División de Bélgica 1909/10 fue la 15.ª temporada de la máxima competición futbolística en Bélgica.

## Tabla de posiciones
| Pos | Equipo                      | PJ | PG | PE | PP | GF | GC | Pts | DG  | Notas                                    |
| --- | --------------------------- | -- | -- | -- | -- | -- | -- | --- | --- | ---------------------------------------- |
| 1   | Union Saint-Gilloise        | 22 | 19 | 0  | 3  | 90 | 15 | 38  | +75 | Desempate debido a la igualdad en puntos |
| 2   | F.C. Brugeois               | 22 | 18 | 2  | 2  | 82 | 26 | 38  | +56 | Desempate debido a la igualdad en puntos |
| 3   | C.S. Brugeois               | 22 | 18 | 0  | 4  | 67 | 22 | 36  | +45 |                                          |
| 4   | Daring Club de Bruxelles    | 22 | 11 | 3  | 8  | 47 | 33 | 25  | +14 |                                          |
| 5   | Standard Club Liégeois      | 22 | 10 | 3  | 9  | 37 | 25 | 23  | +12 |                                          |
| 6   | Beerschot                   | 22 | 10 | 2  | 10 | 47 | 56 | 22  | -9  |                                          |
| 7   | Excelsior S.C. de Bruxelles | 22 | 8  | 3  | 11 | 48 | 44 | 19  | +4  |                                          |
| 8   | Racing Club de Bruxelles    | 22 | 8  | 3  | 11 | 43 | 50 | 19  | -7  |                                          |
| 9   | Antwerp F.C.                | 22 | 6  | 2  | 14 | 25 | 66 | 14  | -41 |                                          |
| 10  | Léopold Club de Bruxelles   | 22 | 4  | 5  | 13 | 26 | 63 | 13  | -37 |                                          |
| 11  | S.C. Courtraisien           | 22 | 3  | 5  | 14 | 18 | 62 | 11  | -44 |                                          |
| 12  | F.C. Liégeois               | 22 | 1  | 4  | 17 | 11 | 79 | 6   | -68 | Descenso a la División de Promoción      |

PJ = Partidos jugados; PG = Partidos ganados; PE = Partidos empatados; PP = Partidos perdidos; GF = Goles a favor; GC = Goles en contra; Pts = Puntos; DG = Diferencia de goles

## Desempate por el título
| Equipo 1             | Resultado | Equipo 2      |
| -------------------- | --------- | ------------- |
| Union Saint-Gilloise | 1 - 0     | F.C. Brugeois |